# Мерисвил (Калифорния)
Вижте пояснителната страница за други значения на Мерисвил.
Мерисвил (на английски: Marysville) е окръжен център на окръг Юба в щата Калифорния, САЩ. Мерисвил е с население от 12 268 жители (2000) и обща площ от 9,40 км² (3,60 мили²). В Мерисвил се намира езерото Елис, природна забележителност на града както и Възпоменателният музей „Мери Ерън“ в който са показани различни местни исторически материали.